# عصر النهضة الغيلية الإستكلندية
عصر النهضة الغيلية الاسكتلندية (الغيلية الاسكتلندية: Ath-Bheòthachadh na Gaidhlig) هي حركة مستمرة فيما يتعلق بإحياء اللغة الغيلية الاسكتلندية. على الرغم من أن اللغة الغيلية الاسكتلندية واجهت نقصانًا تدريجيًا في عدد المتحدثين بها منذ أواخر القرن التاسع عشر، إلّا أن عدد المتحدثين باللغة الغيلية من الشباب يرتفع بسرعة. تعود أصول الحركة إلى عصر النهضة الإسكتلندي، خصيصًا في عملين، سورلي ماكلين جورج كامبل هاي، ديريك طومسون وايان كريشتون سميث. أحيانًا يُنظر إلى صبحال مير أسطايج على أنه نتاج هذه النهضة، على الرغم من أن العديد من منتجات عصر النهضة كانت في الشعر أو في الموسيقى التقليدية، وقد مزج العديد منهم مثل ماكلين و إيان كريشتون سميث ومؤخرا أنغاس ماك نيسالي مع هذه الأساليب العالمية الحديثة..

## سياسة
أصبح مايك راسل أول شخص يخاطب اجتماع الإتحاد الأوربي في الغيلية الاسكتلندية في أيار عام 2010. عانت اللغة الغيلية لفترة طويلة من قلة استخدامها في السياقات التعليمية والإدارية، بعد أن تم قمعها في الماضي إلّا انها الآن حققت بعض الاعتراف الرسمي مع مرور قانون اللغة الغيلية (اسكتلندا) لعام 2005.
في أول برلمان اسكتلندي، أقسم عدد من الأشخاص أيضًا اليمين باللغتين الإنجليزية والغيلية الاسكتلندية. (كان لابد من نطق نسخة من القسم باللغة الإنجليزية).

## المؤلفات
- انغوس بيتر كامبل- مؤلف-[4]
- سومهايرلي مايك جيل آين-شاعر
- ايان ماك غبهين - مفكر وشاعر ومؤلف.
- رورايده مكثومييس - أكاديمي ومؤلف وشاعر وناشر.

## الكتب
- Sharon Macdonald، Reimagining Culture: Histories، Identities and the Gaelic Renaissance (Oxford، Berg، 1997).
- Roger Hutchinson، A Waxing Moon: The Modern Gaelic Revival (Edinburgh، Mainstream Publishing، 2005).

## روابط خارجية
You Can Conquer Digital Worlds in Scottish Gaelic، Thanks to Hard-Working Localizers—Global Voices Online (April 12، 2017)